# Distretto di Achham
Il distretto di Achham è un distretto del Nepal, in seguito alla riforma costituzionale del 2015 fa parte della provincia Sudurpashchim Pradesh. 
Il capoluogo è Mangalsen.
Geograficamente il distretto appartiene alla zona collinare delle Mahabharat Lekh.
Il principale gruppo etnico presente nel distretto sono i Chhetri.

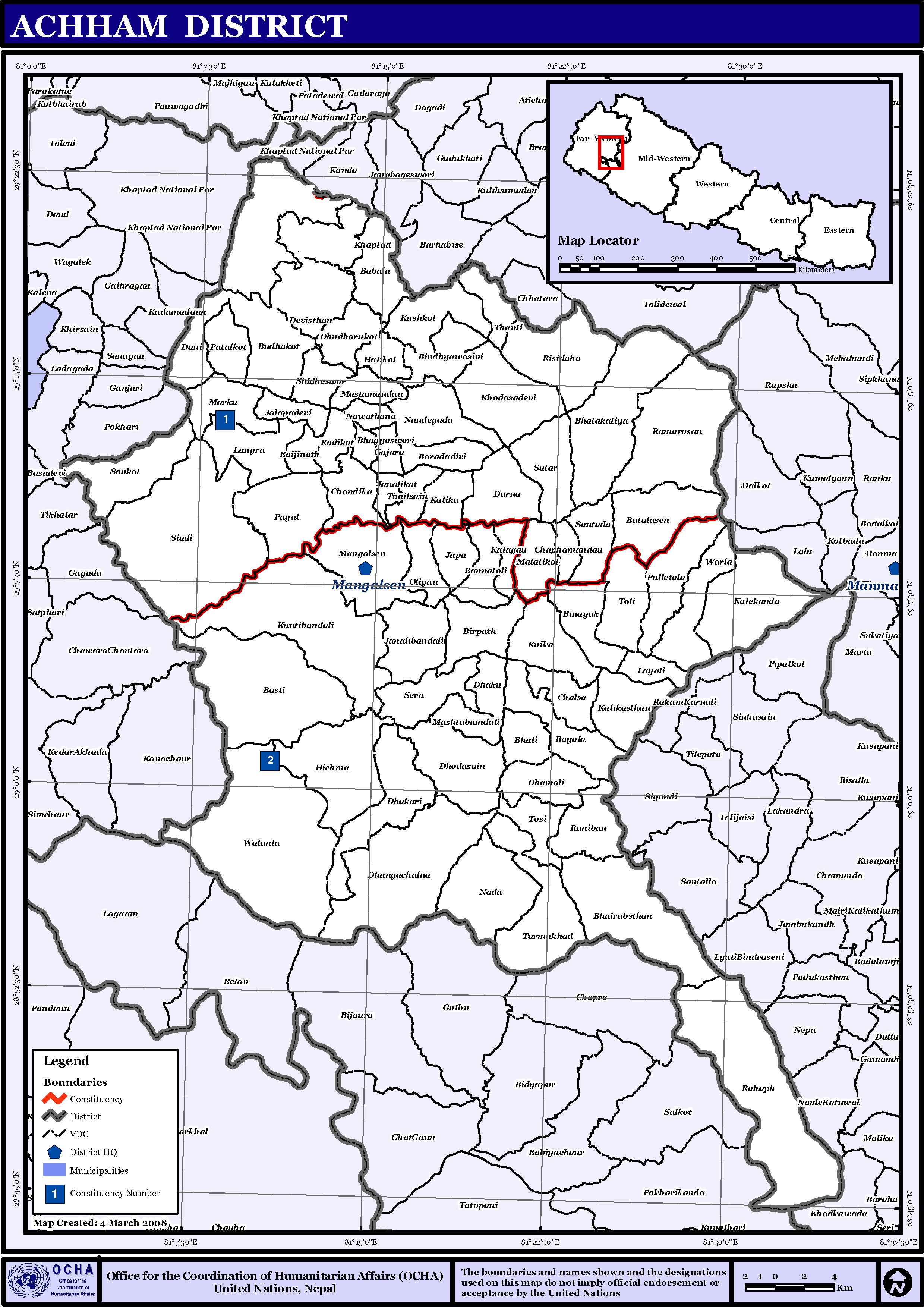
Mappa del distretto di Achham